# 垳川

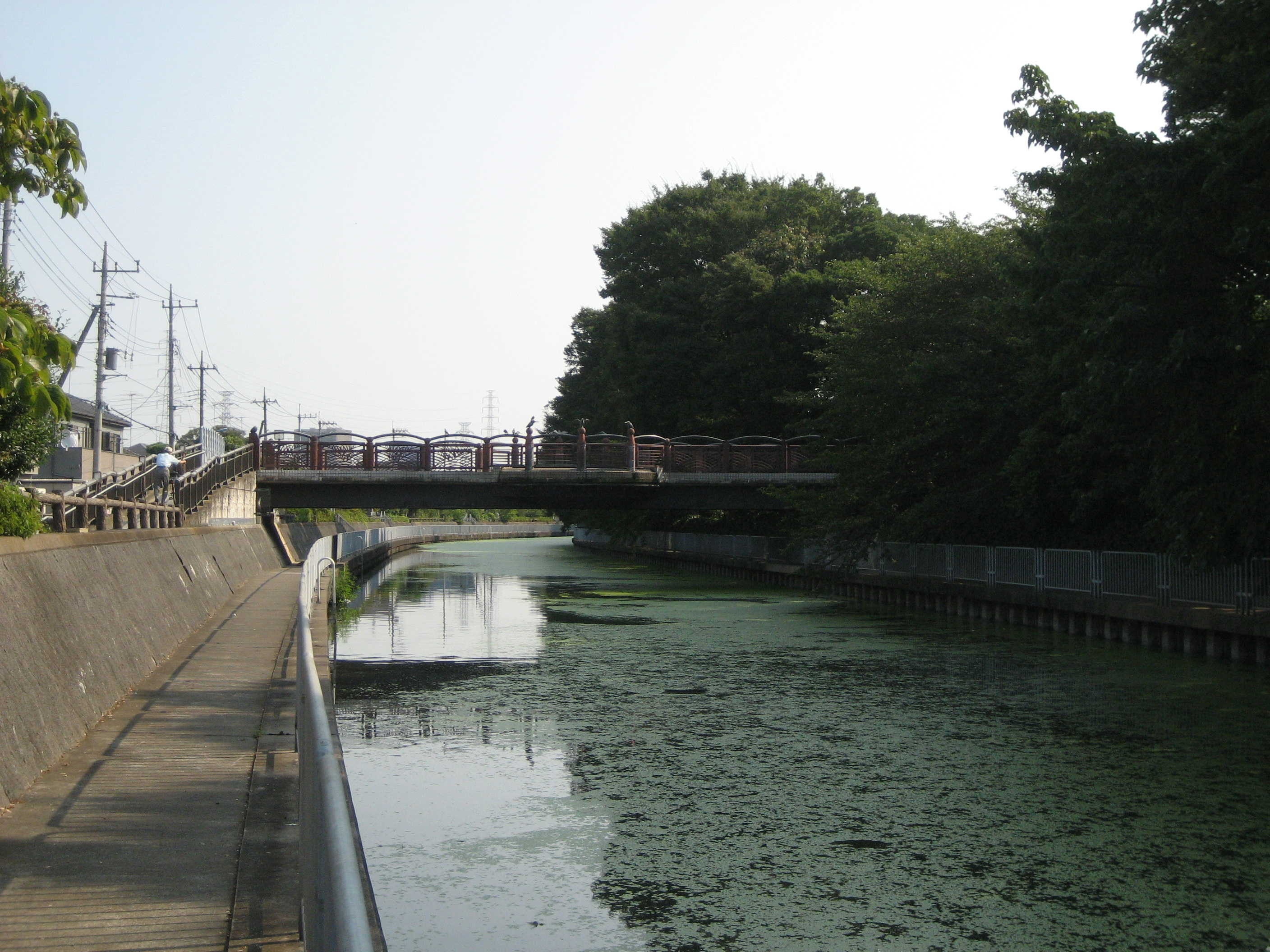
垳川と平成泉橋

垳川（がけがわ）は、埼玉県八潮市と東京都足立区の境を流れる利根川水系中川の支流の一級河川である。長さは2.1 km、流域面積は9.57 km2。

## 地理
東京都足立区神明、六木地区と埼玉県八潮市垳、浮塚地区を隔てている。緩い「S」の字を描くように曲流し、川の西端は綾瀬川と、東端は中川にそれぞれ接し、さらに中間で葛西用水路（東京葛西用水）と交差している。綾瀬川との間には小溜井排水場が、中川との間には垳川排水機場がそれぞれ設置されているが、小溜井排水場は通常閉鎖されている上に葛西用水路交差地点のすぐ西側には水門があって、この地点から綾瀬川までの区間は基本的に水の流れがない。流域の標高は約2 mである。河川の名前の由来は流域の集落名に因む。
2008年（平成20年）度より埼玉県の水辺再生100プラン事業の下、ヘドロ除去や護岸を整備し親しみやすい川へ向けた整備が行われた。
足立区側の岸には、神明・六木遊歩道が整備されている。さらに南側を花畑運河が垳川同様に綾瀬川と中川を結ぶように並行して流れている。

## 歴史
かつて綾瀬川の一部であったが、1624年から1643年（寛永年間）にかけて、水害対策のため、内匠新田（たくみしんでん。垳川の西端、現在の内匠橋付近）から葛飾区堀切の中川との合流地点まで直線流路の新川が開削された。それに伴い、1680年（延宝8年）に旧川は綾瀬川から堰止められ、葛西用水の水が取り入れられるようになった。1729年（享保14年）には東端の中川とも遮断されて、川としての機能を失い、以来、垳小溜井と称されるようになった。
- 1969年：一級河川に指定。現在の垳川となる。
- 1987年：足立区側の岸を遊歩道として整備。

## 「垳」という字について
「垳」という文字はJIS第二水準漢字であるが、この河川ならびに八潮市垳の地名を表記する以外には使われない。

## 橋梁
- 平成泉橋（人道橋）
- 小溜井引入水門橋
- ふれあい桜橋

## 施設

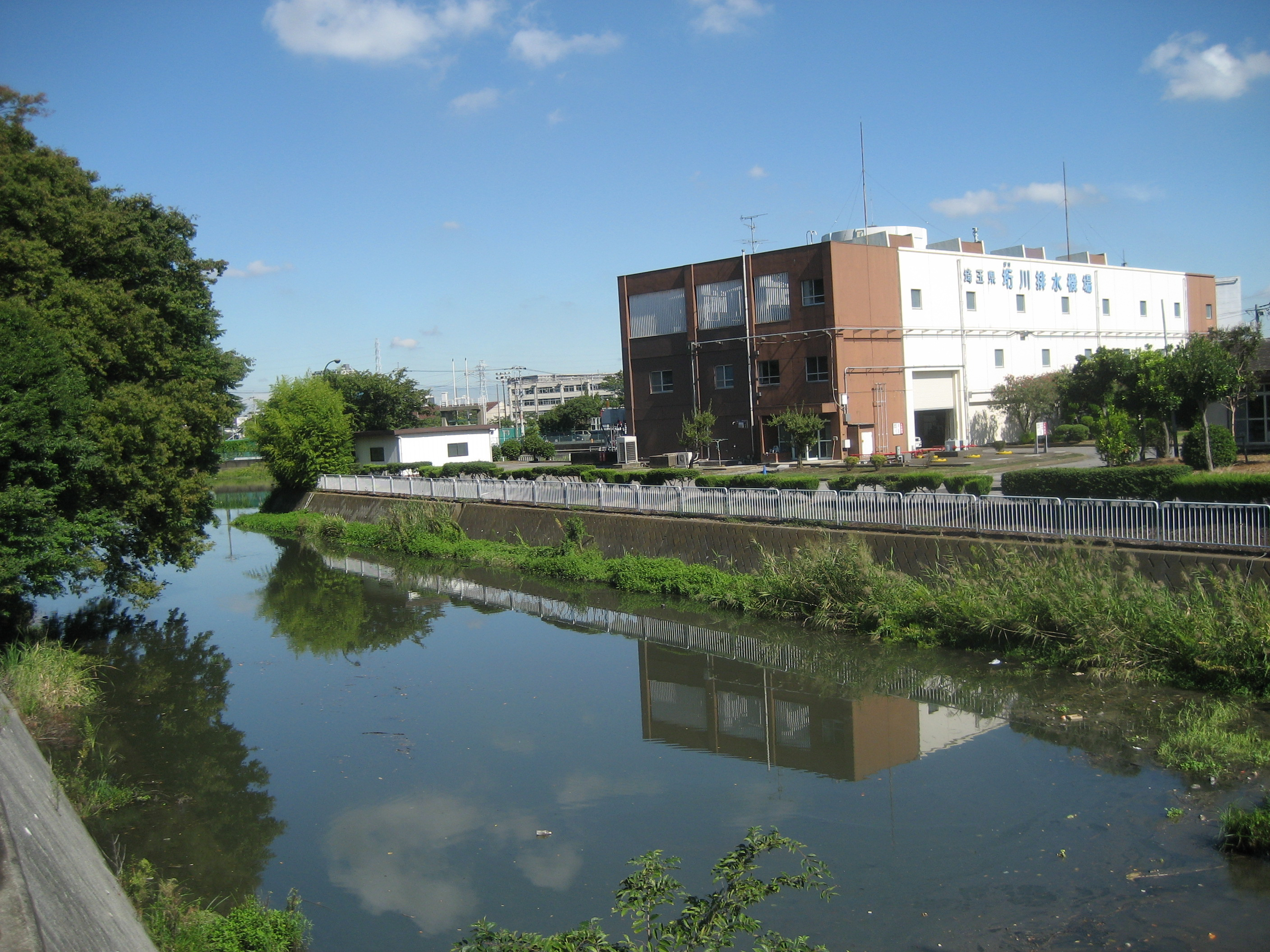
垳川と垳川排水機場

- 足立区小溜井排水場（現在は排水場としては機能を停止し、浄化施設として綾瀬川から水を汲み入れる機能を果たしている。）
- 埼玉県垳川排水機場
- 小溜井引入水門
- 神明・六木遊歩道